# Конь-камень (Коневец)
Конь-камень (устар. фин. Hevoskivi) — валун из серого гранита с прожилками кварца размером примерно 9×6 метров, высотой чуть более 4 метров и весом более 750 тонн. Находится на острове Коневец в Ладожском озере, в 7 км от прибрежного посёлка Владимировка Громовского сельского поселения Приозерского района Ленинградской области России.
В историческом отношении валун представляет собой одно из редких сохранившихся финно-угорских святилищ (следовиков). Предполагается, что некогда рядом с ним проводились языческие ритуалы.

## Название

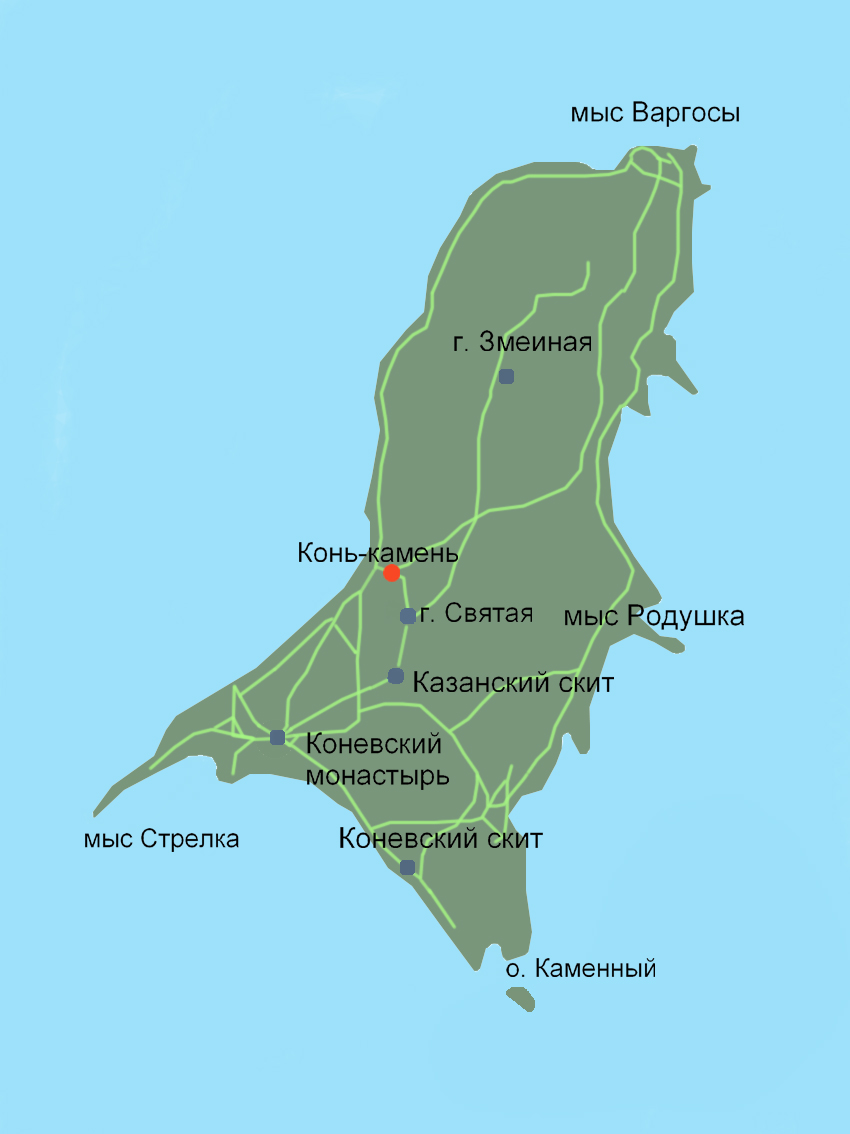
План острова

Форма камня отдалённо напоминает конскую голову. Возможно, отсюда произошло и его название.
Легенда о том, что карелы использовали остров Коневец как летнее пастбище для своих лошадей и ежегодно приносили в жертву одного коня, появилась в описании жития Арсения Коневского, которое было составлено в XVI веке, примерно через сто лет после смерти подвижника. Автор — коневский игумен Варлаам.
Между тем, ещё со времени поселения на остров преподобного Арсения остров Коневец был покрыт густым лесом. Это видно также на фреске в арке колокольни Коневского монастыря, где изображена сцена встречи преподобного Арсения с архиепископом Новгородскиим Евфимием.
До сегодняшнего дня леса покрывают более 80 % острова. В настоящее время только в районе Казанского скита имеется так называемая «зона культурного освоения». Её составляют небольшой парк и несколько гектаров луговых земель, возникших в результате возделывания земли под монастырские сельскохозяйственные нужды.
Кроме того, транспортировка лошадиных табунов на остров по водам Ладоги в XIV веке и ранее выглядит небезопасной, при том, что прилегающая к озеру материковая местность, в которой проживали корельские племена, представляла собой весьма плодородную равнину с обилием трав и водных источников.
Конь-камень дал название и самому острову Коневец, в то время как финны называли его Рантасаари (фин. Rantasaari) — Прибрежный остров.

## Конь-камень в монастырские годы
В конце XIV века на остров пришёл Св. Арсений Коневский. По легенде здесь он встретил рыбака по имени Филипп и узнал от него о жертвоприношениях. Св. Арсений, как сказано в его житии, посчитал это место «пуще дремучего леса ужасом бесовским окруженным». По легенде, он провёл в молитве в своей келье целую ночь, а наутро совершил вокруг камня крестный ход с иконой Богородицы в руках и окропил валун святой водой. Согласно житию, духи вышли из камня, превратились в черных воронов и улетели прочь к противоположному берегу Ладожского озера, который с той поры стали называть Чёртовой бухтой (Сортан-лахта). Вместе с бесами, согласно преданию, с острова исчезли и змеи.
В 1895 году на Конь-камне была построена деревянная часовня Арсения Коневского.